# Бротей (кулачний боєць)
Бротей (дав.-гр. Βροτέας) — персонаж давньогрецької міфології, кулачний боєць.
Він був союзником Персея і гостем на його весіллі з Андромедою. Як і його брат-близнюк Аммон Бротей був непереможеним, як кулачний боєць, але його мечем убив дядько Андромеди Фіней, коли хотів запобігти весіллю, а Бротей цьому став перешкоджати.